# Cliff Allison
Henry Clifford Allison (Brough, 1932. február 8. – Brough, 2005. április 7.) brit autóversenyző, volt Formula–1-es pilóta.

## Pályafutása
Kortársához hasonlóan szintén apjának motorsport iránti rajongása, valamint családi vállalkozásként működtetett szerelőműhelyük hatására kezdett vonzódni a versenyzés felé. 20 éves volt, amikor először versenyszerűen kormányt ragadott, és három évbe telt, mire észrevetette magát a porondon, akkor viszont nem is akárki, hanem a saját Formula–1-es csapatát felállítani készülő Colin Chapman figyelt fel rá. Többször is részt vett a Le Mans-i 24 órás autóversenyen, de csak 1957-ben sikerült célba érnie csapattársával, amikor a 14. helyen végeztek, de ez a pozíció a saját osztályában kategória győzelmet ért.
Amikor a Lotus 1958-ban megjelent a királykategóriában, a legendás tulajdonos meg is kereste Allisont egy ajánlattal, így ő és Graham Hill részesültek abban megtiszteltetésben, hogy először versenyezhettek a Lotus zászlaja alatt az Formula–1-ben. A kezdés Allisonnak sikerült jobban, hiszen míg Hillt folyamatos technikai hibák sújtották, ő két hatodik hellyel debütált, majd a következő futamon, Spában már a pontszerzők közé is feliratkozott, amikor negyedikként intették le. Ám azon a futamon nem is csak a dobogóhoz, hanem a győzelemhez is közel került, ugyanis a leintés pillanatában az előtte végző mindhárom pilótát utolérte a technika ördöge. A célegyenes akkor még a La Source és az Eau Rouge közötti padlógázos szakaszon volt, ám ezzel az utolsó emelkedővel a dobogósok már alig tudtak megküzdeni. A győztes Tony Brooks a La Source-ból kihajtva a váltójával kezdett küszködni, a mögötte érkező Mike Hawthornnak a motorja ment tönkre a célvonal átlépésekor, míg Stuart Lewis-Evans úgy lett harmadik, hogy a verseny utolsó kanyarjára Vanwalljának felfüggesztése már felmondta a szolgálatot. Mindhárman csak éppen el tudtak jutni a kockás zászlóig.
Abban az évben ez maradt a legjobb helyezése, ám eközben az Formula–2-ben és sportautókkal is sikereket ért el, így a következő szezonra a Ferrari vetett rá szemet, ahol Peter Collins halála és Hawthorn visszavonulása okán nagy átszervezésekre készültek. Allisonnak öt verseny során végül csak egy pontszerzés jutott 1959-ben, de az ő ideje az új idény kezdetén jött el, amikor Phil Hill oldalán megnyerte a Buenos Aires 1000 sportautó-versenyt, majd pár héttel később második lett az argentin nagydíjon Bruce McLaren mögött. Hirtelen mindenki nagy dolgokat várt tőle, ám a következő nagydíjhétvégén, Monacóban csúnya balesetet szenvedett, amely során kirepült autójából, és eszméletlenül, kartöréssel, valamint az arcán szerzett súlyos sérülésekkel szállították kórházba.
Az év végére felépült, de a Ferrari ekkor már csak tesztpilótaként számított rá, Allison viszont mindenképp versenyezni akart, így 1961-re leszerződött a privát Lotusokat futtató UDT Laystall csapattal. Ám már csak egy futam volt hátra karrierjéből, Monacóban a 8. helyen ért célba, de aztán Spában újabb nagy balesetet vészelt át, miközben mindkét térdét eltörte.. Innentől azonban nem kísértette tovább a sorsot, befejezte pályafutását és visszatért apja által elkezdett családi vállalkozásához.

## Eredményei

### Teljes Formula–1-es eredménysorozata
(Táblázat értelmezése)

(Félkövér: pole-pozícióból indult; dőlt: leggyorsabb kört futott) 

| Év   | Csapat                   | Kasztni          | Motor       | 1      | 2       | 3       | 4   | 5     | 6      | 7      | 8      | 9      | 10    | 11     | Helyezés | Pont |
| ---- | ------------------------ | ---------------- | ----------- | ------ | ------- | ------- | --- | ----- | ------ | ------ | ------ | ------ | ----- | ------ | -------- | ---- |
| 1958 | Team Lotus               | Lotus 12         | Climax L4   | ARG    | MON 6   | NED 6   | 500 | BEL 4 | FRA Ki | GBR Ki |        |        | ITA 7 | MOR 10 | 18.      | 3    |
| 1958 | Team Lotus               | Lotus 16         | Climax L4   |        |         |         |     |       |        |        | GER 10 |        |       |        | 18.      | 3    |
| 1958 | Scuderia Centro Sud      | Maserati 250F    | Maserati L6 |        |         |         |     |       |        |        |        | POR Ki |       |        | 18.      | 3    |
| 1959 | Scuderia Ferrari         | Ferrari Dino 156 | Ferrari V6  | MON Ki |         |         |     |       |        |        |        |        |       |        | 17.      | 2    |
| 1959 | Scuderia Ferrari         | Ferrari Dino 246 | Ferrari V6  |        | 500     | NED 9   | FRA | GBR   | GER Ki | POR    | ITA 5  | USA Ki |       |        | 17.      | 2    |
| 1960 | Scuderia Ferrari         | Ferrari Dino 246 | Ferrari V6  | ARG 2  | MON DNQ | 500     | NED | BEL   | FRA    | GBR    | POR    | ITA    | USA   |        | 12.      | 6    |
| 1961 | UDT-Laystall Racing Team | Lotus 18         | Climax L4   | MON 8  | NED     | BEL DNS | FRA | GBR   | GER    | ITA    | USA    |        |       |        | NC       | 0    |

### Le Mans-i 24 órás autóverseny
| Év   | Csapat                     | Autó             | Csapattárs              | Helyezés |
| ---- | -------------------------- | ---------------- | ----------------------- | -------- |
| 1956 | Lotus Engineering          | Lotus 11         | Keith Hall              | kiesett  |
| 1957 | Lotus Engineering          | Lotus 11         | Keith Hall              | 14       |
| 1958 | Lotus Engineering          | Lotus 11         | Graham Hill             | kiesett  |
| 1959 | Scuderia Ferrari           | Ferrari 250 TR59 | Hernando da Silva Ramos | kiesett  |
| 1961 | UDT / Laystall Racing Team | Lotus Elise Mk14 | Keith Hall              | kiesett  |